# PowerCMS
PowerCMS је систем за управљање веб-садржајем. То је високо аутоматизована веб-апликација помоћу које и нестручно особље може лако да ажурира садржај свог сајта.
Аутоматизоване алатке PowerCMS-a омогућавају ажурирање садржаја веб-страница на било ком оперативном систему и са било ког рачунара који има веб-прегледач. Велика предност PowerCMS-a у односу на друге сличне системе јесте његова флексибилност и могућности, са великим бројем функционалних модула, који покривају скоро 90% најчешће коришћених функционалности у веб-индустрији, укључујући и комуникационе и пословне функције.
Примена PowerCMS-a је могућа у свим пословним системима и код свих врста садржаја и то као: пословна интернет презентација, портал, некретнине, интернет трговина, аукцијске странице, продаја софтверских садржаја, блогови, базе знања, огласне табле, презентација за преузимање, личне странице и друго.